# Torre Christomannos
Torre Christomannos – szczyt w Alpach Fleimstalskich, w Alpach Wschodnich. Leży w regionie Trydent-Górna Adyga, w północnych Włoszech. Sąsiaduje z Torri di Latemar i Cimon del Latemar na zachodzie oraz z Schenon na wschodzie.